# Hymn Estremadury
Regionalny hymn wspólnoty autonomicznej Estremadury został przyjęty 2 sierpnia 1985 roku.
Autorem muzyki do słów José Rodrígueza Pinilla jest Miguel del Barco Gallego.

## Tekst
Nuestras voces se alzan,

nuestros cielos se llenan

de banderas, de banderas

verde,

blanca

y negra.
Extremadura patria de glorias.

Extremadura suelo de historias.

Extremadura tierra de encinas.

Extremadura libre camina.

Nuestras voces se alzan,

nuestros cielos se llenan

de banderas, de banderas

verde,

blanca

y negra.
El aire limpio,

las aguas puras,

cantemos todos:

¡Extremadura!

Gritemos todos en libertad:

¡Extremadura tierra de paz!

Nuestras voces se alzan,

nuestros cielos se llenan

de banderas, de banderas

verde,

blanca

y negra.
Extremadura, alma.

Extremadura, tierra.

Extremadura de vida llena.

Nuestras voces se alzan,

nuestros cielos se llenan

de banderas, de banderas

verde,

blanca

y negra.